# Népotien (Asturies)
Pour les articles homonymes, voir Népotien.
Népotien ou Nepocien  (latin: Nepocianus, espagnol: Nepociano) mort après 842 est un comte wisigoth élu en 842 comme successeur d'Alphonse II des Asturies au détriment de son héritier légitime Ramire.

## Origine
Des sources tardives font de Népotien, un petit-fils d'Alphonse Ier ou le beau-frère d'Alphonse II, ce qui est chronologiquement invraisemblable, et l'on ne trouve pas de traces de la prétendue sœur du roi qui aurait été son épouse. Il est aussi parfois identifié avec un homonyme qui apparaît dans une charte du roi Silo, mais dans ce cas il aurait été nonagénaire au moment de son usurpation.

## Usurpation
Selon Adeline Rucquoi « La continuité dynastique n'était pas un principe de la monarchie wisigothique dans laquelle la royauté venait non du sang mais de l'élection-acclamation par les nobles de la cour (l'aula regia) suivie de l'onction -couronnement par l'Église  ».  C'est dans ce contexte qu'à la mort d'Alphonse II,  Népotien « comes palatii » mettant à profit l'absence de Ramire l'héritier de la couronne et se prétendant reconnu par l'ancien roi, obtient son élection des nobles. Il est toutefois abandonné par ses pairs lorsque Ramire appuyé par les Galiciens l'attaque le fait prisonnier, lui crève les yeux et le contraint à faire profession religieuse dans un monastère.

## Source
- Adeline Rucquoi Histoire médiévale de la Péninsule ibérique Point Histoire H 180 éditions du Seuil Paris 1993  (ISBN 2020129353).